# Бхагван, Джай
Джай Бхагван (хинди जय भगवान; род. 11 мая 1985, Хисар, Харьяна) — индийский боксёр, представитель лёгкой весовой категории. Выступал за национальную сборную Индии по боксу в 2005—2012 годах, серебряный и бронзовый призёр чемпионатов Азии, обладатель бронзовой медали Игр Содружества, участник летних Олимпийских игр в Лондоне.

## Биография
Джай Бхагван родился 11 мая 1985 года в округе Хисар штата Харьяна, Индия.
Впервые заявил о себе в боксе в сезоне 2001 года, когда стал серебряным призёром на международном юниорском турнире в Котбусе и выступил на кадетском чемпионате мира в Баку. Год спустя боксировал на юниорском мировом первенстве в Сантьяго-де-Куба, ещё через год отметился выступлением на юниорском Кубке Бранденбурга во Франкфурте-на-Одере.
В 2005 году вошёл в основной состав индийской национальной сборной и побывал на чемпионате Азии в Хошимине, откуда привёз награду бронзового достоинства, выигранную в лёгком весе.
В 2006 году принял участие в Играх Содружества в Мельбурне, Азиатских играх в Дохе, Южноазиатских играх в Коломбо — в последнем случае сумел выиграть серебряную медаль в зачёте лёгкой весовой категории.
В 2007 году стал бронзовым призёром на международном турнире Синьцзян в Урумчи, уступив в полуфинале итальянцу Доменико Валентино, и выступил на чемпионате мира в Чикаго, где в 1/8 финала был остановлен колумбийцем Дарлейсом Пересом.
На чемпионате Азии 2009 года в Чжухае выиграл серебряную медаль, проиграв в финальном решающем поединке лёгкого веса представителю Туркмении Сердару Худайбердыеву, в то время как на чемпионате мира в Милане остановился в 1/8 финала после поражения от немца Ойгена Бурхарда.
В 2010 году одержал победу на домашнем чемпионате Содружества в Дели, взял бронзу на Играх Содружества в Дели, где в полуфинале был побеждён англичанином Томом Сталкером.
В 2011 году дошёл до четвертьфиналов на Мемориале Нурмагамбетова в Алма-Ате, на азиатском первенстве в Инчхоне и на мировом первенстве в Баку.
Благодаря удачному выступлению на мировом первенстве удостоился права защищать честь страны на летних Олимпийских играх 2012 года в Лондоне. В категории до 60 кг благополучно прошёл первого соперника по турнирной сетке, тогда как во втором бою в 1/8 финала со счётом 8:16 потерпел поражение от казаха Гани Жайлауова и выбыл из борьбы за медали.
После лондонской Олимпиады Бхагван больше не показывал сколько-нибудь значимых результатов в боксе на международной арене.